# Sebastian Berhalter
Sebastian Berhalter, né le 10 mai 2001 à Londres, est un joueur américain de soccer qui joue au poste de milieu de terrain aux Vancouver Whitecaps. Il est le fils de l'ancien défenseur américain Gregg Berhalter,.

## Biographie
Berhalter est né à Londres, en Angleterre et grandit dans la région de Columbus dans l'Ohio, où il rejoint l'académie du Crew de Columbus en 2014. En 2019, il intègre l'Université de Caroline du Nord, avec qui il joue dans le championnat universitaire. Le 30 août 2019, il participe à son premier match en tant que titulaire avec les Tar Heels face aux Bluejays de Creighton (2-2),. Les Tar Heels sont éliminés au premier tour du tournoi de l'ACC (en) face au Orange de Syracuse,. Il dispute 17 matchs avec les Tar Heels de la Caroline du Nord.
Le 17 janvier 2020, Berhalter est annoncé comme Homegrown Player avec le Crew de Columbus. Il fait ses débuts professionnels le 11 juillet 2020 contre le FC Cincinnati lors du tournoi de reprise MLS is Back, entrant en jeu lors de cette victoire 4-0 dans ce derby de l'Ohio,.
Berhalter termine la saison avec un total de neuf apparitions, partageant son temps de jeu avec son compatriote Aidan Morris au milieu de terrain. Présent sur la feuille de match de la finale de la Coupe MLS remporté face aux Sounders de Seattle, il n'entre pas en jeu,.
Le 3 mars 2021, il rejoint la franchise d'expansion de l'Austin FC en prêt.

## Palmarès
Crew de Columbus
- Vainqueur de la Coupe MLS en 2020

## Statistiques détaillées

### Statistiques en club
| Saison                | Club                   | Championnat           | Championnat | Championnat | Championnat | Coupe(s) nationale(s) | Coupe(s) nationale(s) | Coupe(s) nationale(s) | Séries | Séries | Séries | Total | Total | Total |
| Saison                | Club                   | Division              | M.          | B.          | P.d.        | M.                    | B.                    | P.d.                  | M.     | B.     | P.d.   | M.    | B.    | P.d.  |
| 2020                  | Crew de Columbus       | MLS                   | 9           | 0           | 0           | -                     | -                     | -                     | 0      | 0      | 0      | 9     | 0     | 0     |
| 2021                  | Austin FC (prêt)       | MLS                   | 18          | 0           | 0           | -                     | -                     | -                     | -      | -      | -      | 18    | 0     | 0     |
| 2022                  | Whitecaps de Vancouver | MLS                   | 0           | 0           | 0           | -                     | -                     | -                     | -      | -      | -      | 0     | 0     | 0     |
| Total sur la carrière | Total sur la carrière  | Total sur la carrière | 27          | 0           | 0           | 0                     | 0                     | 0                     | 0      | 0      | 0      | 27    | 0     | 0     |